# Szekcső Tamás
Szekcső Tamás, Székcsik (Laposfalva, 1830. december 17. – Pozsony, 1868. január 28.) okleveles mérnök, a Pozsonyi Evangélikus Líceum tanára, dalszerző.

## Élete
Apja evangélikus lelkész volt. 1842-ben a magyar nyelv megtanulása végett Miskolcra ment, ahol az evangélikus gimnázium első osztályába lépett, a többi osztályokat az eperjesi kollégiumban végezte. Majd a budapesti egyetemen a mérnökségre készült és ezenkívül természettudományokkal is foglalkozott. 1851-től 1854-ig nevelő volt Vanyarcon Veres Pálnál, emellett a mérnöki vizsgálatra is készült, melyet sikeresen ki is állott. 1855-ben a matematika és fizika tanárának választották meg a selmeczi evangélikus líceumhoz. 1857-ben a pozsonyi evangélikus líceumhoz kapott meghívást az újonnan alakított reáliskola tanszékére. Előbb azonban tanulmányutat tett Németországban. A pozsonyi líceum reáliskolájában tíz évig működött. A sok munka megtámadta egészségét; egy természetrajzi kirándulás alkalmával meghűlt, tüdőbajba esett és fél év alatt kiszenvedett.
Cikkei a Család Könyvében (III. 1859. Az inga); a Pozsony és környékében (1865. Bazin, Dévény, Modor, Nagyszombat, Szent-György, Szab. kir. Pozsony városának és környékének helyrajzi és statisztikai ismertetése); Magyar orvosok és természetvizsgálók Munkálataiban (XII. Pozsony, 1867. Kassa város környékének földtani viszonyairól).

## Művei
- Zárszózat, tartatott a természettudományok befejezése alkalmával júl. 21. 1856. a selmeczi ev. kerületi lyceumi felsőbb osztálybeli tanulók előtt. Beszterczebánya, 1856.
- Gyakorlati útmutatás a kisebb magyarországi birtokok földjövedelmének megkettőztetésére. Németből Orkonyi Adolf után ford. Pozsony, 1861.
- A földirati fokmérések ismertetése. Uo. 1869.